# Calle de Santa María (Vitoria)
La calle de Santa María es una vía pública de la ciudad española de Vitoria.

## Descripción
La vía, que adquirió título propio en marzo de 1855, discurre desde la calle de Fray Zacarías Martínez hasta la plaza de Santa María. Tiene cruces con la confluencia de la calle del Palacio con la de Arrieta y con la junta de la de la Sociedad Vascongada con la de Gasteiz. Aparece descrita en la Guía de Vitoria (1901) de José Colá y Goiti con las siguientes palabras:

Calle de Santa María.—Diósele este nombre, que es el primitivo, en 5 de marzo de 1855, y antes era parte de «El Campillo.» Comienza en la plazuela de Villasuso y termina en la de Santa María.
(Colá y Goiti, 1901, p. 58)

El nombre actual, como el del cantón homónimo, se explica por su cercanía a la catedral de Santa María. A lo largo de los años, han tenido sede en la calle la Comandancia de Obras del Ejército, la Zona de Reclutamiento, el Depósito de Caballería, la casa Echanove y las Escuelas Dominicales, entre otras instituciones y variados comercios. Vivió y falleció en la vía Diego Lorenzo del Prestamero.